# Vestamager Station
Vestamager Station er endestationen for linjen M1 i Københavns Metro. Stationen er beliggende i den sydlige ende af Ørestad, nær en af indgangene til naturområdet Vestamager.
I 2012 var passagertalet pr. dag i gennemsnit 2.000 personer .

## Antal rejsende
Ifølge Ørestadsselskabet var udviklingen i antallet af dagligt afrejsende:
| År         | Antal |
| ---------- | ----- |
| 11.12.2002 | 673   |
| 02.04.2004 | 473   |
| 15.04.2005 | 454   |
| 2023       | 3500  |